# 1984 في تونس
فيما يلي قوائم الأحداث التي وقعت خلال عام 1984 في تونس.

## أفلام
من الأفلام التي صدرت هذه السنة في تونس:
- 1 يناير – الهائمون من إخراج الناصر خمير.

## مواليد

### يناير
- 20 يناير – كريم حقي لاعب كرة قدم تونسي.
- 20 يناير – مالك الجزيري لاعب كرة مضرب تونسي.
- 21 يناير – حسنين السباعي منافِس أوليمبي تونسي.
- 28 يناير – عصام جمعة لاعب كرة قدم تونسي.

### فبراير
- 16 فبراير – أسامة الملولي سباح تونسي.

### مارس
- 29 مارس – محمد البوعزيزي

### أبريل
- 9 أبريل – حبيبة الغريبي منافِسة أوليمبية تونسية.

### يونيو
- 1 يونيو – ليلى بوزيد مخرجة أفلام تونسية.

### يوليو
- 4 يوليو – أمين اللطيفي لاعب كرة قدم تونسي.

### أغسطس
- 6 أغسطس – أميرة اليحياوي أحد مؤسسي منظمة البوصلة الحقوقية.
- 31 أغسطس – ماهر الحناشي لاعب كرة قدم تونسي.

### سبتمبر
- 3 سبتمبر – مراد العيدودي منافِس أوليمبي تونسي.
- 14 سبتمبر – أيمن المثلوثي لاعب كرة قدم تونسي.

## وفيات

### يناير
- 3 يناير – الفاضل ساسي (مواليد 1959)

### يوليو
- 26 يوليو – مصطفى الكعاك (مواليد 1893)

### نوفمبر
- 22 نوفمبر – محمد الصالح مزالي (مواليد 1896)
- 24 نوفمبر – فتحي زهير (مواليد 1917) لاعب كرة قدم تونسي.